# Sarah McKenzie
Sarah McKenzie (Bendigo, Australia 1987) es una música de jazz australiana (cantante, pianista y compositora). Su álbum Close Your Eyes ganó el ARIA Music Award al Mejor Álbum de Jazz de 2012. También fue nominada para el mismo premio en  2011 por el álbum Don't Tempt Me y en 2015 por We Could Be Lovers. Este último álbum ganó un Australian Jazz Bell Award al Mejor Álbum Vocal de Jazz Australiano en 2015.

## Discografía
- Don't Tempt Me (2011) – ABC Music.[6]
- Close Your Eyes (2012) – ABC Music.[7]
- We Could Be Lovers (2014) – ABC Music.
- Paris in the Rain (2017) – Impulse! Records.
- Secrets of My Heart (2019) – Normandy Lane Music